# Juan Fernández Latorre
Juan Fernández Latorre (La Corunya, 8 d'agost de 1849 - 14 de març de 1912) fou un militar i polític gallec, diputat a Corts durant el sexenni democràtic i durant la restauració borbònica.

## Biografia
Fill d'un mestre armer, va ingressar a l'Exèrcit espanyol, on va arribar al grau de sergent d'artilleria i va participar en la revolta de la caserna de San Gil de juny de 1866. En 1869 va redactar una proclama, que li va suposar ser condemnat a mort, pena que li va ser commutada per la de cadena perpètua. Va fugir a França, on va rebre influència del positivisme, i va tornar en ocasió de l'amnistia de 1870.
Va ser secretari de l'Ajuntament de Granollers i per aquesta circumscripció fou elegit diputat a les eleccions generals espanyoles de 1873. Després del cop del general Manuel Pavía, Latorre es va exiliar de nou a França, on fou corresponsal dels diaris El Globo i El Imparcial. Davant la convocatòria de les eleccions generals espanyoles de 1879, va ressorgir el moviment republicà i va formar part del Partit Demòcrata Progressista, alhora que col·laborava a El Demócrata.
Juntament amb Antonio Prieto Puga i José Manuel Martínez Pérez va fundar La Voz de Galicia en 1882. En 1885, es va dissoldre la societat fundacional i es va convertir en propietari únic del diari. A les eleccions generals espanyoles de 1891 va obtenir acta de diputat republicà per Ortigueira (La Corunya). A les eleccions generals espanyoles de 1910 va aconseguir escó per La Corunya. A més de diputat a Corts, també va ser sotssecretari de Governació en 1905 i en 1910. En 1911 va ser nomenat governador civil de Madrid, càrrec que va ocupar fins al dia de la seva mort el 1912. Fou l'impulsor el 1910 d'un impost del 5% dels espectacles públics, que es destinà a la Junta de Protecció de Menors i a la repressió de la mendicitat.